# 片岡市太郎
片岡 市太郎（かたおか いちたろう、1877年2月13日 - 没年不詳）は、日本の元俳優、元歌舞伎役者、元女形である。出生名は原澤 末吉（はらさわ すえきち）、本名は塚本 末吉（つかもと すえきち）。横田商会、日活京都撮影所で映画製作を開始して以来の牧野省三を支えた、「マキノ」ブランド初期の主演俳優として知られる。

## 来歴・人物
1877年（明治10年）2月13日、京都府京都市堺町丸太町（現在の同市中京区堺町丸太町下ル辺り）に生まれる。実父は原澤彦右衛門といい、京都御所専門の彫刻師であった。
1881年（明治14年）、満4歳の時に実父が急逝し、翌1882年（明治15年）からは興行師の塚本清三郎の養子となる。1884年（明治17年）、養父の経営する大谷友松一座に加入させられ、歌舞伎役者三代目片岡市蔵の門下となる。同年、初代片岡市太郎を名乗り、現在の東京都中央区（京都府京都市は誤り）にあった真砂座で初舞台を踏み、以降も養父と共に関西地方を中心に各地を巡業した。その為、学校教育は受けられず、代わりに舞踊や三味線などを習得し、また独学で台本の研究に励んだとされる。1894年（明治27年）、同一座は京都府京都市上京区にあった岩神座に出演するようになるが、この頃からようやく俳優として立つ自覚を持ったといわれる。その後、同じく養父が経営する四代目市川市蔵・黒谷市蔵一座に加入し、大阪府大阪市にあった朝日座などに出演するが、巡業中に養父が病死。市太郎は間も無く愛知県名古屋市を拠点に活動していた市川新四郎一座に加入、同座の立女形となる。『活動俳優銘々伝』（活動写真雑誌社）によれば、養父の遺業を継いで同一座の興行師をも兼任していたというが、大失敗に終わったという。
1907年（明治40年）、同一座が京都府京都市にあった千本座を常打ち劇場とした際、当時同劇場の経営者だった1歳年下の牧野省三と出逢う。牧野は、1908年（明治41年）に実業家横田永之助の経営する横田商会に依頼された無声映画『本能寺合戦』を初めて監督、同作は翌1908年（明治41年）9月17日に公開されたが、ここから始まる一連の牧野監督作品に市川新四郎一座として出演するようになる。1909年（明治42年）10月からは、牧野が現在の岡山県浅口市にある金光教本部を参詣した時に発見した尾上松之助を主演に据えた本格的な映画製作を開始するが、その第一回作品『碁盤忠信 源氏礎』（同年12月1日公開）に市太郎も源義経役で出演、以後舞台を廃業し、同所の映画俳優及び衣裳・結髪係となった。
1912年（大正元年）9月、同所が日活京都撮影所と吸収合併された後も継続入社し、松之助のほか、片岡市之正、市川寿美之丞、大谷鬼若、片岡長正らと共に数多の松之助映画に出演。1919年（大正8年）7月、牧野が日活を一時独立して創立したミカド商会に、嵐璃珀、牧野富栄らと共に移籍し、同年11月30日に公開された金森万象監督映画『都に憧れて』などに出演したが、翌1920年（大正9年）1月には解散してしまい、日活京都に戻った。この間、市太郎は上記作品で共演した牧野の異父妹牧野京子と結婚し、マキノ家の一員となる。
1921年（大正10年）6月、牧野は再度日活から独立し、現在の京都府京都市北区にある等持院境内に撮影所を建設、牧野教育映画製作所を設立するが、市太郎も同所を退社してそれに参加。更には、1923年（大正12年）のマキノ映画製作所への発展的な改称・改組にあたっても、市川幡谷、嵐冠三郎、市川花紅、中村駒梅、市川省紅、市川小蝦らと共に「マキノ」の初期を支えた。同年秋には、新剣戟スター阪東妻三郎が登場し、また二川文太郎、井上金太郎といった20世紀生まれ・20代前半の監督が登場するにあたり、次第に脇役に回り、満47歳を迎える1924年（大正13年）1月7日に公開された沼田紅緑監督映画『燃ゆる渦巻』あたりが最後の主演映画となった。
『人気役者の戸籍調べ』（文星社）など一部の資料によれば、京都府京都市上京区御前通今出川上ル馬喰町、京都府葛野郡花園村（現在の京都市右京区）と転々と住み、趣味は盆栽、魚釣りである旨が記されている。
その後、マキノ等持院は同年6月にトラブルメーカー立石駒吉によって東亜キネマに吸収合併され、東亜キネマ等持院撮影所と改称、翌1925年（大正14年）6月には東亜等持院から独立してマキノ・プロダクション御室撮影所が新設されるが、市太郎はいずれも引き続き在籍した。1928年（昭和3年）3月14日に公開された牧野省三監督映画『忠魂義烈 実録忠臣蔵』に出演したのを最後に同所を退社、芸能界からも引退した。
晩年は、京都府郊外でビリヤード場を経営していた。その後、翌1929年（昭和4年）7月25日に市太郎の義兄にあたる牧野省三が死去、翌々1931年（昭和6年）には妻の牧野京子も他界しており、以後の消息は不明とされていたが、1933年（昭和8年）に発行された映画評論家・映画史家吉山旭光の著書『日本映画界事物起源』において、同書執筆の時点で既に故人であるという旨が記されている。また、1940年（昭和15年）に日活太秦撮影所の撮影所長だった池永浩久の発願によって、京都府京都市上京区にある法輪寺に映画関係者400名余りの霊牌が奉祀されたが、その中に市太郎の名前も刻銘されている。没年不詳。
晩年のマキノ光雄が『讀賣新聞』に連載したコラム「スターとともに」によれば、同じくマキノ・プロダクションに在籍していた俳優・殺陣師マキノ登六は、市太郎の弟子にあたるといい、実際に登六が1931年（昭和6年）12月に嵐寛寿郎プロダクションへ移籍した際には「片岡市太郎」を名乗って活動している。

## おもなフィルモグラフィ
- 『碁盤忠信 源氏礎』：監督牧野省三、製作・配給横田商会、1909年12月2日公開 - 源義経
- 『忠臣蔵』：監督牧野省三、製作・配給横田商会、1910年12月1日公開 - 大石主税
- 『阿波十郎兵衛』：監督牧野省三、製作日活京都撮影所、配給日活、1917年4月28日公開
- 『天一坊東下り』：監督牧野省三、製作日活京都撮影所、配給日活、1917年5月7日公開
- 『名槍高田又兵衛』：監督牧野省三、製作日活京都撮影所、配給日活、1917年7月22日公開
- 『白虎隊』：監督牧野省三、製作日活京都撮影所、配給日活、1917年8月12日公開
- 『先代萩』：監督牧野省三、製作日活京都撮影所、配給日活、1918年3月29日公開
- 『矢口の渡』：監督牧野省三、製作日活京都撮影所、配給日活、1918年4月25日公開
- 『都に憧れて』：監督牧野省三、製作日活京都撮影所・ミカド商会、配給日活、1920年7月5日公開
- 『実録忠臣蔵』：監督牧野省三、製作日活京都撮影所、配給日活、1921年3月10日公開 - 脇坂淡路守、華岳寺良雪
- 『自雷也』（『妖怪自来也』）：監督牧野省三・沼田紅緑、製作・配給牧野教育映画製作所、1923年2月8日公開
- 『弥次と北八 第一篇』：監督牧野省三、製作マキノ等持院撮影所、配給マキノ映画製作所、1923年6月1日公開 - きたりや北八
- 『弥次と北八 第二篇』：監督牧野省三、製作マキノ等持院撮影所、配給マキノ映画製作所、1923年6月9日公開 - きたりや北八
- 『小雀峠』：監督沼田紅緑、製作マキノ等持院撮影所、配給マキノ映画製作所、1923年11月30日公開 - 望月小十郎（三左衛門）
- 『或る日の大石』：監督沼田紅緑、製作マキノ等持院撮影所、配給マキノ映画製作所、1923年12月14日公開 - 矢頭与茂七
- 『恐怖の夜叉』：監督牧野省三・沼田紅緑、製作マキノ等持院撮影所、配給マキノ映画製作所、1924年1月2日公開 - 鰐沢茂登之介
- 『燃ゆる渦巻 第三篇』：監督沼田紅緑、製作マキノ等持院撮影所、配給マキノ映画製作所、1924年2月15日公開 - 林清之助
- 『燃ゆる渦巻 最終篇』：監督沼田紅緑、製作マキノ等持院撮影所、配給マキノ映画製作所、1924年3月6日公開 - 林清之助
- 『関の夫婦松』：監督衣笠貞之助、製作東亜キネマ等持院撮影所、配給東亜キネマ、1924年10月31日公開
- 『白虎隊』：監督勝見正義、製作マキノ・プロダクション御室撮影所、配給マキノ・プロダクション、1925年8月28日公開 - 林芳雄
- 『怪傑夜叉王 前篇』：監督牧野省三、製作マキノ・プロダクション御室撮影所、配給マキノ・プロダクション、1926年2月11日公開 - 浦上左馬亮為久
- 『怪傑夜叉王 後篇』：監督牧野省三、製作マキノ・プロダクション御室撮影所、配給マキノ・プロダクション、1926年2月19日公開 - 浦上左馬亮為久